# Флаг посёлка имени Цюрупы
Флаг посёлка имени Цюрупы — официальный символ городского поселения имени Цюрупы Воскресенского района Московской области Российской Федерации. Учреждён 28 февраля 2007 года.

## Описание
«Флаг городского поселения им. Цюрупы представляет собой прямоугольное красное полотнище с соотношением сторон 2:3, с жёлтым треугольником, две вершины которого совпадают с углами полотнища со стороны свободного края, а третья расположена на его нижнем крае (на расстоянии 3/5 длины полотнища от свободного края), и с изображением в центре, вплотную к треугольнику, полуфигуры льва с мечом и пучком змей в лапах, в жёлтом, белом и чёрном цветах».

## Обоснование символики
Флаг разработан на основе герба городского поселения.
Образ льва неразрывно связан с историей Руси. В гербе Владимирских князей присутствует образ этого царя зверей.
Лев, схвативший семь чёрных змей, аллегорически представляющих человеческие пороки (гордыня, бездуховность, праздность, зависть, жадность, самолюбие, сладострастие) и готовый одним взмахом своего меча решить все проблемы — представляет собой аллегорию современной жизни, утверждая нас в мысли, что решение наших проблем находится в наших руках.
В то же время семь змей, схваченных могучей лапой льва, — это символ побед, одержанных жителями этих земель на протяжении всей истории края (борьба с монголо-татарскими ордами, войны 1612, 1812 и 1941—45 годов).
Эти земли являются родиной родителей великого русского полководца Дмитрия Пожарского.
Красный цвет — символ мужества, жизнеутверждающей силы и красоты, праздника.
Жёлтый цвет (золото) — символ высшей ценности, величия, великодушия, богатства, урожая.
Белый цвет (серебро) — символ чистоты, открытости, божественной мудрости, примирения.